# 理学療法士
理学療法士（りがくりょうほうし、英: physical therapist または physiotherapist、略してPT）は、理学療法士及び作業療法士法に基づく国家資格であり、リハビリテーションチームを構成する医療従事者（コ・メディカルスタッフ）の一員である。作業療法士（OT）、言語聴覚士（ST）、視能訓練士（CO）と共に、リハビリテーション職と称されるもののうちの一つ。

## 定義
厚生労働大臣の免許を受けて、名称独占資格を用いて、医師の指示の下「理学療法」を行うことを業とする者をいう。

## 業務
診療の補助として理学療法を行うことが主な業務であるが、一般には、要介護状態や加齢、事故などによる身体機能障害からの回復目的のトレーニングを行わせたり、脳卒中での後遺症が残った人、運動能力発達の遅れがみられる新生児ら、循環器・呼吸器・内科・難病疾患などの身体的な障害を持つ人に対して、医師の指示の下その基本的動作能力の回復を図ることを目的に、運動療法や物理療法を行わせる人をいう。
なお、理学療法士は医師や看護師と異なり、名称独占資格であるため、理学療法士でなくても理学療法を業として行える場合がある。たとえば、日本運動器科学会（旧日本運動器リハビリテーション学会）では、日本整形外科学会（平成23年4月1日より公益社団法人化）専門医が所属する医療機関に勤務している運動器リハビリテーション従事者（看護師、准看護師、あん摩マッサージ指圧師、柔道整復師など）を対象に運動器リハビリテーションセラピスト認定試験を行い、認定を受ければ運動器リハビリテーションセラピスト（通称：みなしPT）として、定められた基準の施設において、医師と理学療法士の指示・監督の下に、一部の保険点数に関わる立場になれる。また、全国病院理学療法協会が主催する運動療法機能訓練技能講習会でも、理学療法士としてみなされる。
医療現場（理学療法・作業療法・言語聴覚療法を治療の中心とした病院を特にリハビリテーション病院と呼ぶ）におけるリハビリテーションでは、リハビリテーション専門職の一つとして関わっているが、介護の現場や、アスリートなどケアの分野においては、類似資格である柔道整復師、健康運動指導士、マッサージ師、アスレチックトレーナーなど様々な職種が関わっており、職域は必ずしも確立されてはいない。

## 日本における作業療法士との違い
理学療法士と作業療法士は専門職であり内容が明らかに異なるが、お互いの足りない部分を満たす関係となっている。
日本の国家資格による理学療法士・作業療法士の違いは以下であるが、法律は各国で違う為、国によって業務範囲が異なる。　
- 理学療法の対象は身体に障害があり、主として基本的動作能力の低下を認める者の内、医師により医学的根拠に基づいて理学療法が有効であると判断された者。
- 作業療法の対象は身体又は精神に障害があり、主としてその応用的動作能力又は社会的適応能力の低下を認める者の内、医師により医学的根拠に基づいて作業療法が有効であると判断された者。
- 理学療法の手段は物理療法、運動療法、基本的動作訓練。
- 作業療法の手段は作業、日常生活動作訓練、手段的日常生活動作訓練、職業関連活動の訓練、住環境への適応訓練。
- 理学療法の目的は主として基本的動作能力の回復。
- 作業療法の目的は主としてその応用的動作能力又は社会的適応能力の回復。

ここで言う応用動作とは食事動作・トイレ動作・入浴動作・更衣動作・炊事・洗濯・掃除等、多岐にわたり、基本的動作とは応用動作の基本となる動作「寝返り・起き上がり・座位保持・移乗・立ち上がり・移動」を指す。

## 有資格者数と組織率
超高齢化社会が進み、社会保障が大きな課題となる中で、有資格者の養成が急務となり、養成校開設の規制緩和が行われた。それに伴い平成12年以降より養成校は急増。乱立ともいわれる異常増加が生じたため、有資格者はわずか数年で激増し、平成24年現在では10万人を超えている。
また、職能団体である日本理学療法士協会への入会率は約80%と高い組織率で、世界理学療法連盟加盟団体中、一位である。

## 日本における現状
リハビリテーション専門職とともに、脳血管障害などの中枢神経疾患や小児の発達障害、整形外科疾患、呼吸器疾患、循環器疾患、難病疾患など、幅広い分野でその重要性自体は広く認識されつつあり、全国的な「リハビリテーション病院」の増加は現代医療に対するニーズを反映しているものといえ、日本理学療法士連盟の発足や国会議員の理学療法士が誕生（2009年の衆議院選挙）するなどで、解決へ歩みつつあるが、職域の確立、社会保障に関わる問題など、まだまだ課題は山積している。
1. 介護予防の職域での活動
高齢者を対象とした地域支援事業を中隔にする予防事業、要支援1, 2 を対象とした介護予防などを行う、介護予防認定理学療法士研修により約2,000名を育成している（認定・専門理学療法士制度の改訂に伴い、2013年現在での介護予防認定理学療法士の総数は59名[5]）。さらに、一方で特定健診、特定保健指導を中隔にした生活習慣病予防の観点からの、とくに糖尿病に対する運動療法への参画は重要な課題であり、この分野は従来の職域と異なり、当資格者の業務の位置付けや、報酬設定が不十分であり、活動モデルを提示することが課題解決の糸口となりうる。
2. 産業分野での活動
日本では産業医を中心とした業務であるが、欧米では作業労作状況の改善を図るために環境改善、運動療法の実施など様々な就労環境に対応した活動が行われている。日本においても当資格者のこの分野への参画により動作分析能力や動作指導などの効果的な活用が望まれる。
3. 教育
養成校は2000年の132 校（入学定員4,230人）から2012年には249校（入学定員13,224人）に増加し、年間10,000人以上もの新たな資格者を輩出するに至り、有資格者の飽和は明白である。したがって、さらなる職域の拡大が急務であり、現在既に深刻化している雇用待遇の低下を抑えるため、専門性および質の向上が重要課題とされる。

|                  | 平成14年 | 平成17年 | 平成20年 | 平成23年 | 平成26年 |
| ---------------- | -------- | -------- | -------- | -------- | -------- |
| 介護サービス施設 | 8,772    | 12,101   | 15,292   | 19,562   | 27,789   |
| 病院             | 22,029   | 28,509   | 38,675   | 51,800   | 66,151   |
| 一般診療所       | 3,458    | 4,471    | 6,683    | 9,821    | 10,988   |
| 合計             | 34,258   | 45,080   | 60,650   | 81,183   | 104,928  |

## 認知度
日本においての認知度・地位ともに、まだまだ高いとはいえないが、理学療法の発祥地といえる米国、ドイツを筆頭に、スウェーデンやイギリス、オーストラリアなどのリハビリテーション先進国では、広く認知され地位が確保されている。

## 養成施設
資格を得るためには国家試験を受験しなければならないが、受験するためには、文部科学大臣が指定した学校または都道府県知事が指定した理学療法士養成施設において、3年以上、理学療法士として必要な知識および技能の修得が必要である。
日本ではこの職種の養成教育の始まりは専門学校教育においてであり、当初少なかった養成校の数も、近年急激に増設された。
養成校には大学（82校）、短期大学（5校）、4年制専門学校（82校）、3年制専門学校（80校）、特別支援学校（視覚障害者が対象）があり、より専門的な知識を身に付ける場合や研究職を目指す場合などは大学院もある（修士課程・博士課程）。学校総数249校（募集校239校, 定員13,224名）。

## その他
当資格者は、教育職員検定により特別支援学校自立教科助教諭の臨時免許状が与えられる制度があり、定められた経験、単位修得により普通免許状に移行できる。
ほかにも、小学校教員あるいは中学校教員の普通免許状取得の際に義務付けられている、介護等の体験も当資格者であれば基本的に免除される。
給料は平均年収400万であり、サラリーマンの平均年収よりは低水準である。

## 著名な理学療法士
- ディアナ・ガンスキー
- アンドレ・キーゼヴェッター
- ジョシュ・クロンフェルド
- クラウス・ズルツェンバッハ
- マッタ・ルイーセ

### 日本
- 江口勝彦
- 江口孝義
- 大渕修一
- 岡田慎一郎
- 小川克巳
- 兼子ただし
- 栗田聡
- 小柳磨毅
- 島田周輔
- 島田裕之
- 田中昌史
- 田村彰敏
- 中野崇
- 西辻こずえ
- 野呂田秀夫
- 藤波心
- 藤本聰
- 藤原務
- 正木純子
- 三好春樹
- 望月一
- 森岡周
- 山口和之
- 山口光國
- 脇元幸一